# 鬼峠號誌站
鬼峠號誌站（日语：／ Onitōge shingōjō */?）位於日本北海道勇拂郡占冠村，是日本國有鐵道（國鐵）時代的一個號誌站，位於鬼峠隧道內。

## 概要
鬼峠號誌站位於清風山號誌站與占冠站之間，位於鬼峠隧道內。鬼峠隧道施工難度為石勝線上僅次於新登川隧道的一座，施工期間甚至發生沼氣爆炸的意外，造成8名工人死傷。通車之初作為號誌站使用，之後由於石勝線列車不再於此進行會車而被廢止。目前隧道內有段較為空曠的位置即是原本號誌站的所在地。

## 歷史
- 1981年（昭和56年）10月1日 - 日本國有鐵道石勝線鬼峠信號場設立。
- 1986年（昭和61年）3月3日 - 因石勝線改進而停止於本信號場進行會車，因而廢站。

## 相鄰車站
日本國有鐵道
石勝線
新夕張（K20）－（楓號誌站）－（長和號誌站）－（東長和號誌站）－（清風山號誌站）－（鬼峠號誌站）－占冠（K21）